# Marcel Duchamp
Henri-Robert-Marcel Duchamp, francoski slikar, kipar, šahist in pisatelj, * 28. julij 1887, Blainville-Crevon, Francija, † 2. oktober 1968, Neuilly-sur-Seine, Francija. 
Duchamp je, poleg francoskega, leta 1955 pridobil tudi ameriško državljanstvo, saj je velik del kariere preživel v ZDA. Njegovo delo je povezano s kubizmom, konceptualno umetnostjo in dadaizmom. Duchampa, poleg Pabla Picassa in Henrija Mattisseja, štejemo za začetnika revolucionarnega razvoja upodabljajoče umetnosti v prvih desetletjih 20. stoletja. Najbolj je pripomogel k razvoju slikarstva in kiparstva. Imel je ogromen vpliv na umetnost 20. in 21. stoletja in zavračal številna dela njegovih priznanih sodobnikov, češ da so ta dela, ki zadostijo le očem, ne pa tudi našemu umu.

## Življenje

### Otroštvo in izobrazba
Marcel Duchamp je bil rojen v Blainville-Crevonu, Francija in je odraščal v družini, ki se je udejstvovala številnih kulturnih dejavnosti. Duchamp je imel še šest bratov in sester od katerih so trije bili umetniki: Jacques Villon (1875-1963, slikar, grafik), Raymond Duchamp-Villon (1876-1918, kipar) in Suzanne Duchamp-Crotti (1889-1963, slikarka).
Kot otrok je bil Duchamp blizu njegovi svoji sestri Suzanne, ki je bila njegova partnerka v igrah, ki so zrasle iz ploda njegove domišljije. Z osmimi leti je Duchamp zapustil dom in odšel na šolanje v Lycée Pierre Corneille, v Rouenu. Tam se je spoprijateljil s sošolcema in kasnejšima znanima umetnikoma  Robertom Antoinom Pinchonom in Pierreom Dumontom. Šolo, ki je imela strog izobraževalni sistem in poudarek na intelektualnem razvoju, je obiskoval naslednjih osem let. Čeprav ni bil izjemen študent, je osvojil dve priznanji na področju matematike. Prav tako je leta 1903 osvojil priznanje za risanje.
Akadamskega risanja ga je naučil učitelj, ki je svoje študente odvračal od impresionizma. Njegov prvi pravi umetniški mentor je bil njegov brat Jacques Villon. Pri 14 letih so nastali njegovi prvi umetniški poskusi, nekateri tudi v impresionističnem stilu z uporabo olja.

### Mladost
Duchampova prva umetniška dela so povezana s stilom polimpresionističnega odbobja. Ustvarjal je s klasično tehniko ter predmeti. Ko so ga nekoč vprašali, kaj je naredilo največji vpliv nanj, je navedel simbolističnega slikarja Odilona Redona, čigar dela so bila navzven akademska, vendar je bilo čutiti veliko samostojnosti.
Od leta 1904 do leta 1905 je študiral na umetniški fakulteti Académie Julian, vendar predavanj ni veliko obiskoval. V tem času je raje igral biljard, risal ter prodajal stripe, ki so izražali njegov humor. Veliko le-teh je vsebovalo razne besedne igre, večkrat tudi v drugih jezikih. Tovrstna dela in igre besed so ga zaznamovali skozi celo življenje.
Leta 1905 je odšel na obvezno služenje vojaškega roka ter pristal v devetintridesetem regimentu, kjer je deloval kot tiskar v Rouenu. Tam je pridobil izkušnje s tiskanjem, kar mu je kasneje v življenju prišlo zelo prav.
Njegov najstarejši brat Jacques je bil član prestižne akademije za slikarstvo in kiparstvo, zato je Duchamp lažje prišel na umetniško sceno. Njegova dela so bila razstavljena leta 1908. Kasneje mu je uspelo priti tudi na razstavo na sejmu za neodvisnost. Duchampova dela je skritiziral kritik Guillaume Apollinaire, ki je kasneje postal njegov dober prijatelj. Poleg tega se je spoprijateljil s Francisom Picabio, ki je Duchampa uvedel v življenje bogatih.
Leta 1911 je njegov brat gostil mnoge slikarje kubistične smeri slikarstva. Med njimi so bili Picabia, Robert Delaunay, Fernand Leger, Roger de La Fresnaye, Albert Gleizes, Jean Metzinger, Juan Gris in Aleksander Arhipenko. Skupaj so postali znani kot Section d'Or oziroma Grupa iz Puteauxja. Duchamp se skupini ni pridružil, in si tako prislužil, da so ga imeli za boječega. V tistem letu, ko je slikal v kubističnem stilu, je dal občutek navidezno pustih del. V tem času so popularni postali tranzicija, sprememba, razdalja ter premik. Torej štiri dimenzije, ki so jih uporabljali vsi umetniki tistega časa, tudi Duchamp.

## Dadaizem in “readymade”
Duchampa štejemo tudi med dadaiste, pripadnika dadaizma, umetnostnega gibanja, ki se je uveljavilo kot protest na politično servilno umetnost in na grozote prve svetovne vojne. Dadaizem je zavračal razum in logiko, sprejemalo nesmiselnost in intuicijo ter postavilo temelje kasnejši abstraktni umentosti.
Duchampovo najbolj znano delo, povezano z dadaizmom, je njegovo delo Duchamp, kjer gre pravzaprav za straniščno školjko oz. pisoar. Duchamp je delo predstavil na razstavi neodvisnih umetnikov leta 1917, vendar ga je odbor razstave kasneje odstranil iz razstave z argumentom, da Fontana ni umetniško delo. Ta poteza je razburila dadaiste, kar je povzročilo Duchampov odstop iz sveta neodvisnih umetnikov.
Fontana spada med tako imenovane “readymade” objekte, ki so bili pravzprav predmeti industrijske izdelave in potrošne vrednosti, ki jih je Duchamp izbral in okategoriziral za umetnost. Industrijskemu predmetu, ki nima nobenih estetskih lastnosti, je Duchamp odvzel njegovo funkcijo in spremenil v umetniško delo. Ideja “readymade” umetnosti je bilo postaviti sam namen umetnosti in razumevanje le-te pod vprašaj, kaj umetnost sploh je. Ideja readymada je bila kritično ukvarjanje z vrednotenjem umetniškega dela s smislom umetniške ustvarjalnosti. 
Duchamp je izjavil, da je bila njegova ideja najti predmete, ki ga ne pritegnejo zaradi vizualnega izgleda le-teh, saj niso za oko ne prijetni in tudi ne neprijetni, temveč bi nanje gledal popolnoma brezbrižno. Poleg Fontane poznamo še nekaj drugih “readymade” objektov izmed katerih sta najbolj znani: Stojalo za šušenje steklenic iz leta 1914 ter lopata za odmetavanje snega imenovana Slutnja zloma roke (1915).

### Akt, ki se spušča po stopnicah, št. 2
Akt, ki se spušča po stopnicah, št.2 (Nu descendant un escalier n° 2, 1912) je bilo Duchampovo prvo delo, ki je vzbudilo precejšne polemike. Ta slika, narejena v tehniki olja na platnu, namesto ene figure z različnih zornih kotov, kot je značilno za kubizem, upodablja mehansko gibanje akta, s prikazom iz vidika različnih časovnih intervalov. Izražena sta tako kubistična fragmentacija in sinteza, kot gibanje in dinamika, ki sta značilnost futurizma.
Sprva je sliko predložil kubističnemu Salonu des Indépendants, a je bil zaradi dileme ali le ta spada med kubistična dela ali ne, zaprošen, naj sliko umakne ali pa vsaj preimenuje. Istega leta je bila njegova umetnost vključena med ilustracije v prvi obsežnejši knjigi o kubizmu (Du "Cubisme), hkrati pa je sodeloval na razstavi skupine Section d'Or, ki je bila organizirana z namenom združenja najbolj radikalnih trendov v slikarstvu in kiparstvu tistega časa.
Leto kasneje je svoje polemično delo Nu descendant un escalier n° 2 predložil na razstavi moderne in najnovejše trendovske umetnosti Armory Show v New Yorku. Poleg razstavljanja umetnin ameriških avtorjev, je bil ta dogodek prva večja razstava modernih trendov, ki so se takrat širili v Parizu, zajemala pa je tudi nove eksperimentalne sloge evropskih intelekutalcev - fauvizem, kubizem in futurizem. Ameriški obiskovalci so bili vajeni realistične umetnosti, zato je slika tudi tu vzbudila val ogorčenja.

### Veliko stekloaliNevesta, ki jo njeni samski moški slečejo, celo
Med letoma 1915 in 1923 je Duchamp izdeloval umetniško stvaritev imenovano Veliko steklo, ki je nosilo tudi ime Nevesta, ki jo njeni samski moški slečejo, celo (Le Grand verre ou La mariee mise a nu par celibataires, meme). Delo je bilo povezano s futurizmom in je bilo izdelano iz dveh steklenih plošč. Slika naj bi prikazovala erotično srečanje neveste, ki je na zgornji plošči in njenih devet ženinov na spodnji plošči. Da bi preprečil popolnoma vizualne odzive na delo ter zaradi samega razumevanja dela, je slika opremljeno z zapiski in skicami. Zaradi same kompleksnosti dela je znanih več njegovih interpretacij.

### Duchamp in surrealizem
Surrealizem (tudi nadrealizem) je umetniško gibanje, ki se je v razvilo v 20. letih 20. stoletja pretežno iz dadaizma. Dela surrealizma vsebujejo elemente presenečenja, nepričakovanih postavitev in humor, ki težijo k preseganju resničnega in logično-razumskega, s pomočjo vizij in halucinacij. 
Duchamp je bil večkrat poklican s strani surrealistov, da bi jim pomagal pri prirejanju razstav. Čeprav sam ni želel biti del nobene skupine, je leta 1938 je sodeloval pri postavitvi in oblikovanju razstave Exposition Internationale du Surréalisme. Leta 1942 je bil znova pozvan, da oblikuje razstavo First papers of surrealism v New Yorku. Čez sobe v prostoru, kjer so se nahajala dela, je napel dolgo vrv, ki je v nekaterih delih skoraj popolnoma prekrivala umetnine. S sodelavčevim sinom se je dogovoril, naj pripelje na razstavo svoje prijatelje. Obiskovalci otvoritve razstave so bili zelo presenečeni, ko so ob prihodu naleteli na skupino otrok, ki je med vrvmi odbijala žogice in igrala ristanc. Obstaja več interpretacij te instalacije, vendar je Duchamp sam nikoli ni podal.

## Dano (Étant donnés)
Duchamp je svoje zadnje delo z naslovom Dano: 1. Slap. 2. Svetilni plin (Étant donnés: 1° la chute d'eau / 2° le gaz d'éclairage) dokončal leta 1966, na njem pa je delal 20 let. Ustvarjal ga je v popolni tajnosti, saj so bili tako njegovi prijatelji kot javnost prepričani, da je z umetniškim udejstvovanjem končal že 25 let pred tem ter se posvetil igranju šaha. Instalacijo Étant donnés sestavljajo: stara lesena vrata, črn žamet, lesena miza, svinjska koža, raztegnjena čez armaturo iz kovine in drugi materiali za figuro ženske lutke, človeški lasje, plinska svetilka, suhe veje, aluminij, železo, steklo, linolej, bombaž, žarnica, fluorescentna luč, ozkokotni projektor in električni motor. V lesenih vratih je veliko majhnih luknjic in skozi dve, ki se nahajata na višini, lahko opazujemo delo oz. prizorišče z ležečim aktom sredi trave. Ležeča ženska ima skrit obraz in razkrečene noge, hkrati pa drži plinsko svetilko v roki. Kot model za figuro ženske je bila Duchampova tesna prijateljica Marie Martins. 
Delo je bilo leta 1969 po demontaži premeščeno v Philadelphia Museum of Art (Philadelphijski muzej umetnosti). Ponovna rekonstrukcija, ki je trajala 3 mesece, je bila izvedena po navodilih Duchampa, ki jih je zapustil v priročniku z naslovom: Priročnik navodil za asemblaž Dano.

## Vpliv in pomen Duchampa
Duchamp je zmanjševal estetsko umetnost, torej umetnost, ki je prijetna le za oko, ter vse večji pomen pripisoval funkcijski vlogi samega dela. Mnogi ga imajo tudi za očeta konceptualne umetnosti. Avantgardna gibanja 20. stoletja, na katera je vplival so poleg dadaizma še nadrealizem, pop umetnost, konceptualna umetnost in instalacijska umetnost. V veliki meri je vplival na Jaspera Johnsa (med drugim je leta 1968 je v svojem gledališkem delu Walkaround time repliciral elementa iz dela Veliko steklo) in Roberta Morrisa (leta 1963 je ustvaril instalacijo z imenom Fountaine), poleg njiju pa še na Andyja Warhola, Richarda Hamiltona, Petra Blaka, Jeffa Koonsa, Roberta Rauschenberga in Damiena Hirsta. Njegov ready-mate Fontana danes velja za najvplivnejše delo umetnosti 20. stoletja.

## Smrt
Duchamp je umrl 2. oktobra 1968 zgodaj zjutraj doma, v Neuilly sur Seine v Franciji. Po večerji s prijateljema se je v ateljeju nenadoma zgrudil ter umrl za posledicami srčnega infarkta.
Bil je ateist in je pokopan na Rouenskem mestnem pokopališču. Na nagrobnem kamnu ima zanimiv napis: »Vedno umrejo drugi«. Tudi ob svoji smrti je obdržal svoj smisel za humor, kar potrjuje njegovo svobodo.

## Pomembnejša umetniška dela
- Nu descendant un escalier n° 2, 1912

- Roue de bicyclette, 1913

- Porte-bouteilles, 1914

- Fontaine, 1917

- L.H.O.O.Q., 1919

- Le Grand Verre, 1915-1923

- Rrose Sélavy, 1920

- La Boîte-en-valise, 1941

- Étant donnés, 1946-66

## Prevedeno v slovenščino
Duchamp, Marcel: Kreativno dejanje (The creative act), članek v reviji Likovne besede : revija za likovno umetnost,št. 35/36/37 (maj 1996), str. 52-53